# Inhaler (band)
Inhaler is een Ierse indierockband uit Dublin. De band bestaat uit zanger en gitarist Elijah Hewson (zoon van U2-frontman Bono), bassist Robert Keating, gitarist Josh Jenkinson en drummer Ryan McMahon. 

## Biografie
De band is in 2012 opgericht op St Andrews College in Dublin als plan om werkervaring op te doen. Het duurde tot februari 2015 voordat de band de naam Inhaler kreeg. In 2017 verscheen de eerste single I Want You.
In 2018 was er onenigheid met een gelijknamige Britse band over de naamgeving nadat een Ierse krant per ongeluk een foto van de Britse zanger had gebruikt in een artikel over de Ierse band. De Britten claimden dat zij eerder de naam Inhaler droegen, en wilden een verontschuldiging ontvangen voor de ontstane verwarring.
2019 bracht de singles It Won't Always Be Like This, My Honest Face en Ice Cream Sundae voort, gevolgd door We Have to Move On begin 2020. Deze singles zijn terug te vinden op hun debuutalbum It Won't Always Be Like This, dat op 9 juli 2021 uitkwam. Van dit album kwam in het voorjaar van 2021 ook nog de single Cheer Up Baby uit. Om het album te promoten ging de band in de zomer van 2022 op tournee, waarbij ze ook op Glastonbury stonden. Ook stonden ze in het voorprogramma van een aantal shows van Kings of Leon.
Het tweede album, Cuts & Bruises, verscheen op 17 februari 2023. Dit album bereikte de nummer 1-positie in de Ierse albumlijst, en de 5e in de Nederlandse albumlijst. Voorafgaand aan het album verschenen de singles These Are the Days, Love Will Get You There en If You're Gonna Break My Heart.
Op 7 februari 2025 werd het derde album Open Wide uitgebracht. Het album werd voorafgegaan door de singles Your House, Open Wide en A Question of You.

## Discografie

### Album
- It Won't Always Be Like This, 2021
- Cuts & Bruises, 2023
- Open Wide, 2025

### Singles
- My Honest Face, 2019
- Ice Cream Sundae, 2019
- We Have to Move On, 2020
- Falling In, 2020
- When It Breaks, 2020
- Cheer Up Baby, 2021
- It Won't Always Be Like This, 2021
- These Are the Days, 2022
- Love Will Get You There, 2022
- If You're Gonna Break My Heart, 2023
- Your House, 2024

## Hitlijsten

### Albums
| Album met eventuele hitnotering(en) in de Nederlandse Album Top 100 | Datum van verschijnen | Datum van binnenkomst | Hoogste positie | Aantal weken | Opmerkingen |
| ------------------------------------------------------------------- | --------------------- | --------------------- | --------------- | ------------ | ----------- |
| It Won't Always Be Like This                                        | 2021                  | 17-07-2021            | 7               | 5            |             |
| Cuts & Bruises                                                      | 2023                  | 25-02-2023            | 5               | 1            |             |

| Album met hitnotering(en) in de Vlaamse Ultratop 200 albums | Datum van verschijnen | Datum van binnenkomst | Hoogste positie | Aantal weken | Opmerkingen |
| ----------------------------------------------------------- | --------------------- | --------------------- | --------------- | ------------ | ----------- |
| It Won't Always Be Like This                                | 2021                  | 17-07-2021            | 6               | 4            |             |
| Cuts & Bruises                                              | 2023                  | 25-02-2023            | 9               | 15           |             |

### Singles
| Single met eventuele hitnotering(en) in de Nederlandse Top 40 | Datum van verschijnen | Datum van binnenkomst | Hoogste positie | Aantal weken | Opmerkingen |
| ------------------------------------------------------------- | --------------------- | --------------------- | --------------- | ------------ | ----------- |
| If You're Gonna Break My Heart                                | 2023                  | 04-03-2023            | tip24           | 3            |             |

| Single met hitnotering(en) in de Vlaamse Ultratop 50 | Datum van verschijnen | Datum van binnenkomst | Hoogste positie | Aantal weken | Opmerkingen |
| ---------------------------------------------------- | --------------------- | --------------------- | --------------- | ------------ | ----------- |
| My Honest Face                                       | 2019                  | 25-09-2019            | tip24           | -            |             |
| Ice Cream Sundae                                     | 2019                  | 21-09-2019            | tip15           | -            |             |
| We Have to Move On                                   | 2020                  | 01-02-2020            | tip37           | -            |             |
| Falling In                                           | 2020                  | 30-05-2020            | tip             | -            |             |
| When It Breaks                                       | 2020                  | 24-10-2020            | tip33           | -            |             |
| Cheer Up Baby                                        | 2021                  | 27-03-2021            | tip13           | -            |             |